# 氷のように微笑んで/SMILING GIRLS
「氷のように微笑んで/SMILING GIRLS」（こおりのようにほほえんで / スマイリング・ガールズ）は、今井美樹の16枚目のシングル。1999年1月13日発売。発売元はワーナーミュージック・ジャパン。

## 解説
アルバム『未来』（1998年11月26日発売）よりリカット。今井の2度目となるダブルタイアップと両A面シングル。

## 収録曲
作曲・編曲　布袋寅泰
1. 氷のように微笑んで
  - 作詞　布袋寅泰

角川映画『リング2』主題歌
2. SMILING GIRLS
  - 作詞　岩里祐穂

TBS系『日立 世界・ふしぎ発見!』エンディングテーマ
3. 氷のように微笑んで (Instrumental)
4. SMILING GIRLS (Instrumental)